# Stroudia longula
Stroudia longula är en stekelart som först beskrevs av Giordani Soika 1939.  Stroudia longula ingår i släktet Stroudia och familjen Eumenidae. Inga underarter finns listade i Catalogue of Life.